# La Ferrière-en-Parthenay
La Ferrière-en-Parthenay là một xã trong tỉnh Deux-Sèvres trong vùng Nouvelle-Aquitaine ở phía tây nước Pháp. Xã này nằm ở khu vực có độ cao trung bình 167 mét trên mực nước biển.